# Мир (титул)
Мир (перс. مير‎) — титул, распространённый в исламских странах, обычно обозначающий главу племени. Происходит от арабского слова «эмир» (араб. أمير‎).
В Османской империи звание мир-и-миран наряду с арабским эмир аль-умара («эмир эмиров») было распространено как аналог турецкого бейлербей.
На Индийском субконтиненте после прихода к власти Великих Моголов титул «мир» в сочетании со словами из языка урду использовался для обозначения маршалов (мир-тузак), командиров и начальников (мир-дах), старшего распорядителя (мир-саман), главного егеря (мир-шикар), коменданта артиллерии (мир-и-аташ), председателей меджлиса (мир-и-меджлис), старосты махаллы (мир-махалла), генерала-квартирмейстера (мир-и-манзил) и главного секретаря (мир-мунши). В индуистском королевстве Непал звание мир мунши носил главный секретарь Министерства иностранных дел, а звание мир умарао (от ар. эмир аль-умара) старшие офицеры ниже рангом сардаров. Одного из правителей Белуджистана XV века звали Мир Чакар.
В Центральной и Южной Азии «мир», как и слово «хан», нередко является частью личного имени (напр. Мир Муртаза Бхутто, Мир Мухаммед Амин-и Бухари). Также это слово встречается в названии нескольких городов Пакистана: Мирпур в Азад Кашмире и Мирпур-Хас в Синде.